# Герасимов, Алексей Владимирович
Алексе́й Влади́мирович Гера́симов (13 января 1973, Горький, СССР) — советский и российский футболист.
Выступал за «Химик» Дзержинск (1989—1991), «Локомотив» Нижний Новгород (1991—1994, 1998—1999, 2001, 2004), ЦСКА (1995—1997), «Маккаби» Тель-Авив (1997—1998), «Торпедо-ЗИЛ» (1999), «Металлург» Красноярск) (2000—2001), «Тобол» (2002—2003), «Елимай» (2003), «Орёл» (2004—2005), «Волна» Балахна (2006).